# 亨利·拉韦尔纳
亨利·拉韦尔纳（法語：Henri Laverne，1868年6月4日—1901年12月30日），法国男子帆船运动员。他曾代表法国参加1900年夏季奥林匹克运动会帆船比赛，获得一枚铜牌。